# Энтомозы

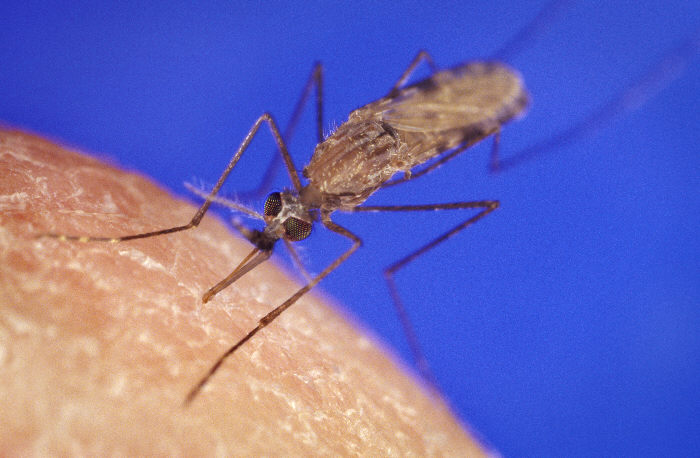
Малярийный комар

Энтомозы (лат. Entomoses, син.: инсектозы) — группа заболеваний человека и животных, вызываемые насекомыми.
Энтомозы относят к группе заболеваний под названием инфестации и арахноэнтомозы.
К энтомозам близко стоят и другие группы болезней человека, вызываемые представителями других классов Членистоногих: язычковые, относящиеся к классу Ракообразные, вызывают у человека лингватулидозы, паукообразные — арахнозы, многоножки — myriapodiasis.
Наряду с гельминтозами, болезни, вызываемые патогенными и условно-патогенными членистоногими, входят в число паразитарных болезней.
Энтомозы можно разделить на:
1. Поверхностные, вызванные временными или постоянными эктопаразитами (дерматофилиазы, комариная аллергия, педикулёз, пуликоз, симулидотоксикоз, флеботодермия, фтириаз, хемиптероз)
2. Глубокие, вызванные эндопаразитическими насекомыми (кантариаз, миазы, саркопсиллёз, скарабиаз, scoleciasis)
3. Аллергическо-токсические энтомозы (инсектная аллергия), вызванные аллергией и укусами непаразитических насекомых (дерматит гусеничный, аллергия на укусы пчёл, ос и т. д.)

## Эпидемиология и клиническая картина энтомозов

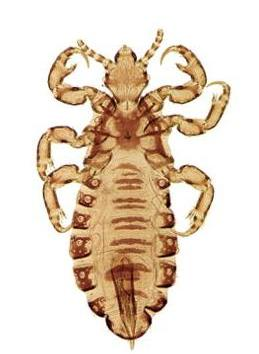
Вошь человеческая (Pediculus humanus)

Некоторые энтомозы распространены широко (например, педикулёз), другие — являются случайными единичными инфекциями человека (кантариаз, скарабиаз, сколециаз и др.).
В основе патогенеза — сенсибилизация организма, механические повреждение тканей паразитами.
При энтомозах поражается кожа человека (педикулёз, фтириаз, москитоз, флеботодермия и т. д.), желудочно-кишечный тракт и другие органы (некоторые миазы, скарабиаз, scoleciasis, кантариаз), часто глаза.
Кишечные и другие внутренние энтомозы отличаются тем, что возбудители не могут размножаться в теле человека, что связано с особенностями жизненного цикла паразитов (когда насекомое является паразитом только на одной стадии метаморфоза, а на другой — является свободно живущим организмом). Эктопаразиты человека, такие как вши, способны к размножению.
Паразиты могут быть временными (клопы, комары, тараканы и т. д.) и постоянными (вши). Временные паразиты могут вызывать аллергические реакции или приводить к токсическому воздействию на организм (пуликоз, симулидотоксикоз, флеботодермия, харара).
Механизм передачи инфекции: одни энтомозы возникают вследствие проглатывании яиц и личинок возбудителей (кишечные миазы, кантариаз, scoleciasis), в других случаях заражение происходит при тесном контакте с заражённым человеком (педикулёзы). Наконец, кровососущие насекомые сами активно нападают на человека (клопы, блохи, комары и т. д.). Мухи и оводы могут откладывать личинок на раны человека и др. части тела или на бельё, с которого личинки могут переползти в уретру.
Иногда насекомые заползают в уши (так называемые «живые инородные тела»). Если насекомого заползает в ухо, сначала закапывают вазелиновое масло. Затем врач отоларинголог удаляет ложнопаразита из уха.
Аллергическое респираторное заболевание может быть вызвано вдыханием воздуха, содержащего различные частички насекомых, такие как чешуйки крыльев и хитин.
Патология, клиника, лечение и прогноз зависят от вида возбудителя энтомоза, интенсивности инвазии и органа-мишени. Важное значение имеет вопрос о возможности заражения кровососущим насекомым человека опасной инфекцией.

## Укусы и ужаления насекомых

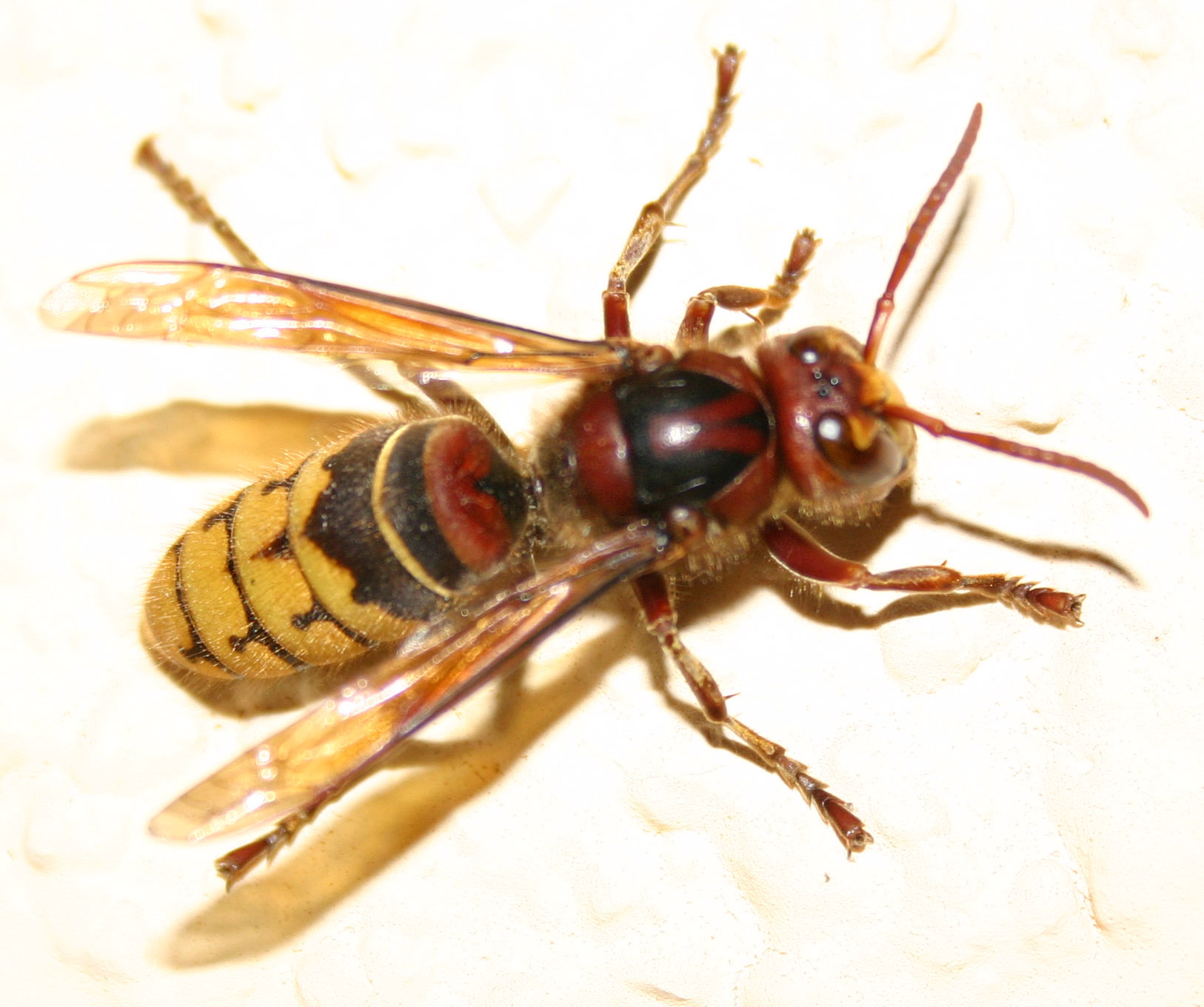
Шершень обыкновенный

Кроме энтомозов, медицинское значение имеют ужаления ядовитых насекомых — ос, шершней, пчёл и т. д. Поражающее действие оказывается при ужалении ранящим устройством (жало) насекомого, которое структурно и функционально соединено с ядовитой железой и выводным протоком. В месте ужаления образуется первичное депо зоотоксина, яд из которого поступает в организм по лимфатической и кровеносным системам. Токсический эффект определяется поражением систем жизнеобеспечения: нервной, дыхательной, сердечно-сосудистой, системой коагуляции крови, поражение печени и почек являются обычным для данной патологии. Примерно у 2 % пострадавших наблюдаются аллергические реакции, вплоть до анафилактического шока.
Организм человека имеет три вида различных реакций на укус насекомых. Местная реакция — покраснение, отек, боль, зуд или сильное жжение в зоне ужаления, локальное увеличение лимфатических узлов. Общетоксическая реакция возникает обычно при множественных ужалениях — озноб, повышение температуры тела, тошнота и рвота, головная боль, боли в суставах. Аллергическая реакция может возникать и на единичные ужаления у предрасположенных к таким реакциям людей. Аллергические реакции протекают по типу крапивницы, отёка Квинке или даже анафилактического шока.
Муравей-жнец оставляет в ране маленькое жёлтое жало. Боль появляется медленно и постепенно становится все сильнее на протяжении последующих 6—24 ч. Кроме того, вокруг места ужаления отмечается выделение пота и пилоэрекция. Ужаление муравья Рихтера может привести к образованию стерильной пустулы. Такие ужаления обычно сгруппированы и вызывают острую боль, не столь, однако, длительную, как при ужалении медоносной пчелы. В отличие от ядов ряда других представителей отряда перепончатокрылых, яд муравья Рихтера на 0,1 % состоит из белка, а остальное приходится на алкалоиды пиперидина и воду. Именно алкалоиды и вызывают боль и отёк. Лечение ужалений муравьёв — симптоматическое.

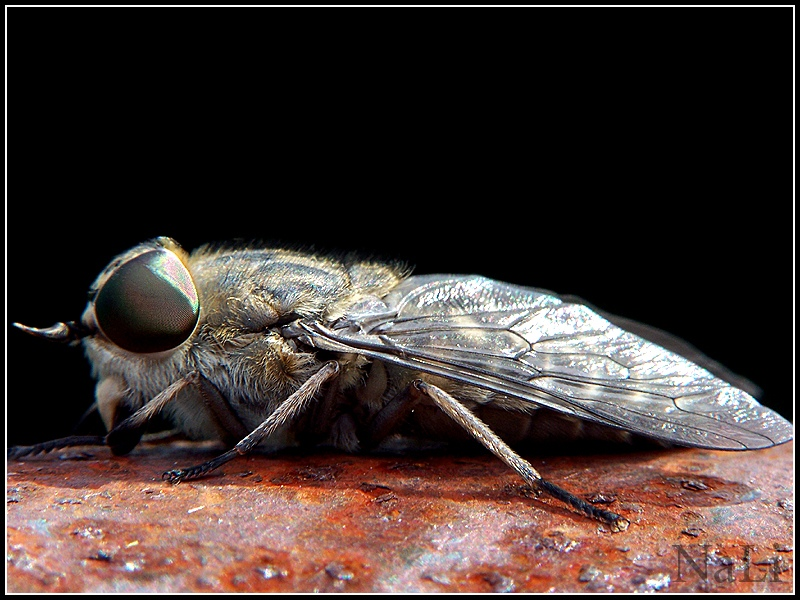
Слепень

Комары, мошки, слепни не имеют ядовитых желез, при укусе они вводят в ранку специальное вещество, препятствующее свертыванию крови. Реакция на их укусы, как правило, только местная. Человек способен перенести множественные укусы этих насекомых (до 100 и больше) без нарушения общего состояния.
Наиболее актуальными для таёжных, степных и центральных регионов России являются комары Aedes aegypti и Сulex pipiens. Установлено наличие в слюне комаров аллергенов, стимулирующих активный аллергический ответ. Удалось препарировать слюнные железы насекомых, выделить антигенные фракции. При введении их сенсибилизированным лицам были отмечены местные аллергические реакции. Выделено 12 полипептидов из слюны комара Aedes aegypti (Mosguitoes) и доказаны их аллергенные свойства. Иммуноблоттинговые исследования позволили выявить специфические IgЕ-антитела к белкам слюны комаров рода Аedes с молекулярной массой 22, 37 и 66 кДа. Аллерген 37 кДа является главным аллергеном, способным обеспечить специфическое IgЕ-связывание более чем в 64—70 % образцов сывороток больных с гиперчувствительностью к укусам комаров.
Встречаются неадекватные реакции на укус одного насекомого: от гигантской инфильтрации на месте укуса, сохраняющейся в течение 3—4 недель (до 2 месяцев), до системных проявлений в виде генерализованной сыпи, приступов удушья. Нередко расчёсы мест укусов инфицируются бактериальной флорой. На укусы кровососущих насекомых (блох, комаров и др.) редко возникает анафилактический шок, однако такие случаи отмечены в литературе. В случае множественных укусов могут отмечаться признаки интоксикации: подъём температуры тела, лихорадка, головная боль.
Ужаления пчёл, шмелей (жалят лишь раз в жизни, после чего погибают), ос и шершней (могут ужалить несколько раз) характеризуются выраженной местной реакцией, развитием значительного отёка, который может быть опасным, если располагается на лице, особенно в области губ или внутри ротовой полости. Аллергические реакции на ужаления этих насекомых встречаются довольно часто. Крапивница представляет собой высыпание сливающихся между собой волдырей на фоне покраснения кожи, сопровождающееся сильным зудом. Может располагаться на любых участках кожи. Отёк Квинке — быстро нарастающий, отграниченный отёк кожи или слизистых. Может возникать не только непосредственно в месте укуса, но и в любом другом. Его излюбленная локализация — лицо, слизистая оболочка полости рта, мягкое небо, конечности, половые органы. Особенно опасен аллергический отёк гортани. Редкая, но очень опасная реакция — анафилактический шок. В течение нескольких минут у пострадавшего развиваются одышка, сильный озноб, страх смерти, учащается сердцебиение, резко падает артериальное давление и наступает кома. Местно при этом — волдырь, быстро нарастающий отёк, кровоизлияние.

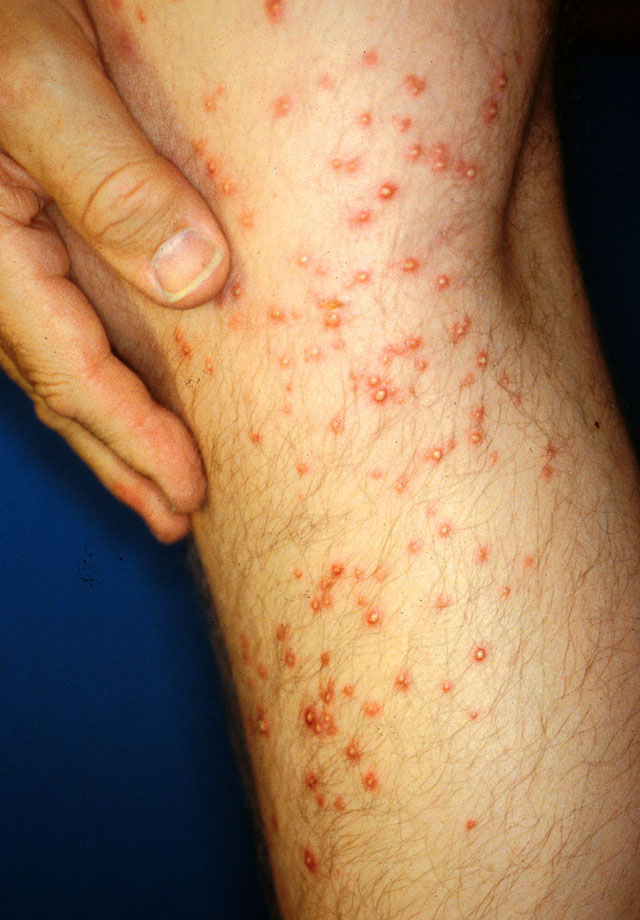
Последствия укусов и ужалений красным огненным муравьём на ноге человека

Яд перепончатокрылых насекомых содержит большое количество биологически активных веществ, обладающих выраженным действием: низкомолекулярные соединения (биогенные амины, аминокислоты, фосфолипиды), основные пептиды (мелиттин, апамин, и др.) и высокомолекулярные белки-ферменты (гиалуронидаза и др.). Биогенные амины вызывают расширение и повышение проницаемости сосудов, боль. Пептиды и фосфолипиды вызывают токсические эффекты. Ферменты и высокомолекулярные пептиды могут быть причиной развития аллергических реакций.
Яд перепончатокрылых насекомых вызывает местные или системные реакции, которые могут быть токсическими, ложноаллергическими и аллергическими. При ужалении возникает местная реакция в виде небольшого покраснения, отека и боли в месте поражения, исчезающая в течение нескольких часов. Обусловлена такая реакция токсическим действием яда насекомого. Системные токсические реакции наблюдаются при ужалении несколькими десятками или сотнями насекомых одновременно. Больные жалуются на головную боль, тошноту, рвоту. При ужалении сотней насекомых развиваются гемолиз эритроцитов, острый некроз скелетных мышц, что приводит к острой почечной недостаточности и летальному исходу.
Слепень-дождёвка (Haematopota pluvialis) — крупная муха, питаются кровью теплокровных животных. Их колюще-сосущий ротовой аппарат проделывает глубокие ранки в коже жертвы, а слюна содержит вещество, не дающее крови свёртываться, поэтому место укуса может долго болеть и кровоточить. Помимо этого, дождёвки опасны тем, что являются переносчиками возбудителей сибирской язвы и туляремии.

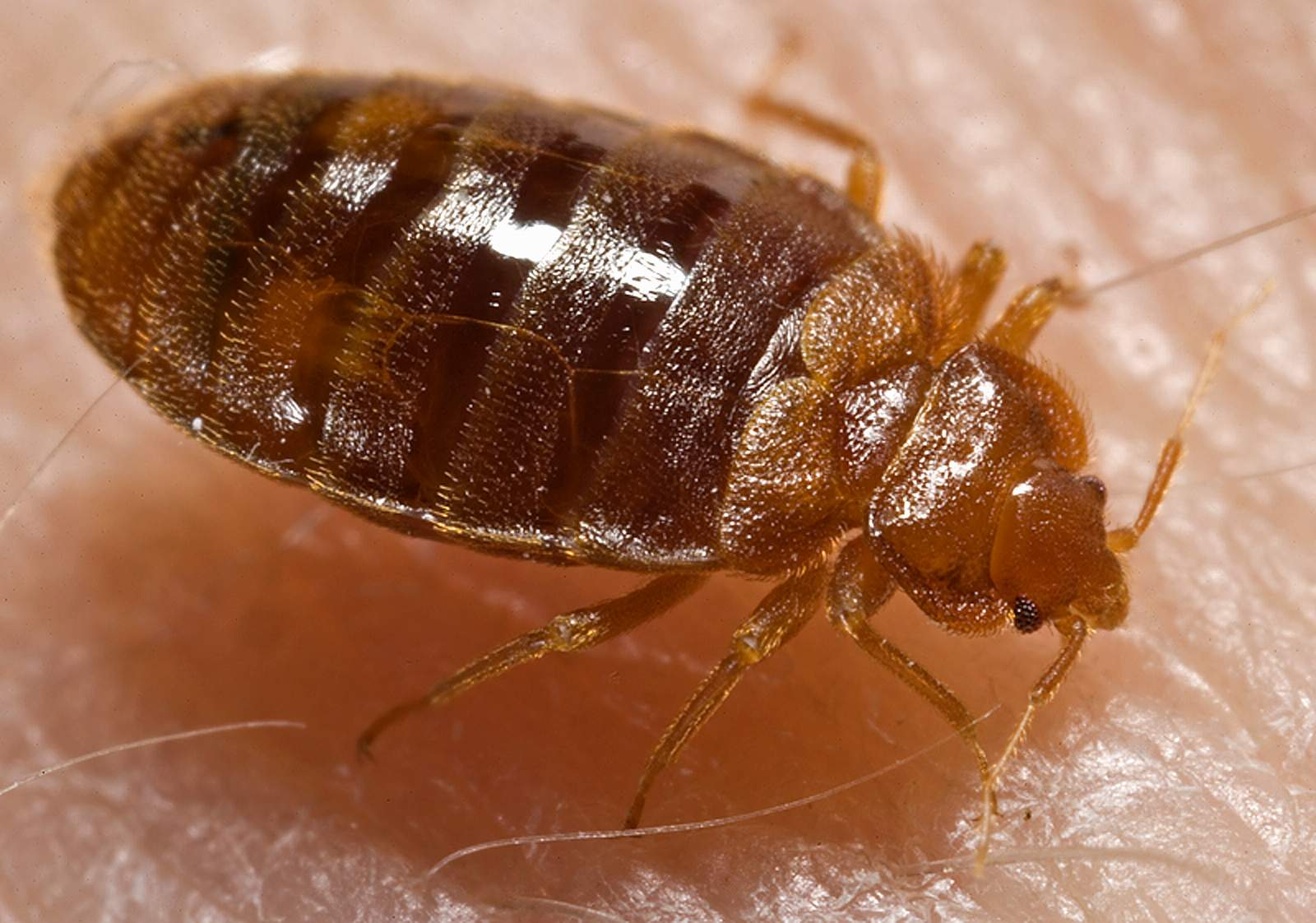
Постельный клоп (Cimex lectularius)

Человека также кусают триатомовые клопы и постельный клоп. Укусы постельных клопов приводят к появлению сильно зудящих волдырей на открытых участках тела.
Поражение кожи от укусов москитов — флеботодермия встречается в республиках Средней Азии и некоторых других южных районах страны. Оно характеризуется образованием в области укусов красноватых папул, которые при длительном течении дерматозооноза, связанном со слабой реактивностью организма больного, последовательно трансформируются в пруригинозные элементы, сходные с высыпаниями при узловатой почесухе. Аналогичные клинические проявления и течение отмечаются при укусах оленьей кровососки Lipoptena cervi.
Аллергические реакции на укусы кровососущих насекомых выявляются у 17—20 % лиц, страдающих атопическими заболеваниями.
При развитии местной аллергической реакции отёк дермы и гиперемия в месте ужаления имеют диаметр до 10 см и более, сохраняются не менее суток и сопровождаются сильным зудом. Развившийся отек в полости рта и горла служит опасным прогностическим признаком, так как может привести к асфиксии.
Различают слабую, выраженную и тяжёлую степень системных поражений, а также анафилактический шок. При слабой форме наблюдается генерализованная сыпь, зуд, недомогание, беспокойство. В случае присоединении к этим симптомам проявлений ангионевротического отёка, головокружения или боли в области сердца, живота, диспепсических явлений, реакция расценивается как выраженная. Тяжёлая генерализованная реакция может также проявляться в виде диспноэ, дисфагии, охриплости голоса, отёка гортани, бронхоспазма, чувства беспокойства. Скорость появления и нарастания симптомов служит относительным индикатором тяжести состояния: реакции, развивающиеся спустя 1—2 минут после ужаления, обычно оцениваются как тяжёлые, отсроченные — как более лёгкие.
Анафилактический шок может развиться в течение нескольких секунд или минут после ужаления. Клинически проявляется удушьем, тошнотой, рвотой, падением артериального давления, непроизвольным недержанием мочи и кала, цианозом, коллапсом, потерей сознания. Смерть может быть вызвана коллапсом или обструкцией дыхательных путей.
Аллергические реакции на ужаление чаще опосредованы специфическими IgE-антителами к яду, что подтверждается немедленным характером развития клинических проявлений, наличием в сыворотке крови больных специфических IgE-антител к яду, специфической реакцией высвобождения гистамина из базофилов больных.
К редким реакциям на ужаление перепончатокрылых относятся изменения со стороны сердечно-сосудистой, мочевыделительной и нервной систем: васкулиты, нефропатии, энцефалиты, невротические расстройства. В сыворотке некоторых больных этой группы обнаружены антитела против яда перепончатокрылых насекомых, что позволяет предположить иммунологический характер заболевания.
Однако если с представителями отряда перепончатокрылых возможны лишь спорадические контакты, то с не жалящими насекомыми и продуктами их жизнедеятельности человек контактирует гораздо чаще. Аллергические реакции, вызванные не жалящими насекомыми, пока недостаточно изучены, но известно, что представители 12 отрядов обладают способностью вызывать инсектную аллергию.

## Аллергия
Аллергия может возникать не только на укусы насекомых, но и на частички тел насекомых и на продукты их метаболизма. Распространена ингаляционная форма инсектной аллергии, особенно среди больных респираторно-аллергическими заболеваниями.
По способу сенсибилизации различают следующие пути попадания аллергенов не жалящих насекомых в организм: со слюной (секретом слюнных желез) при укусах насекомых отряда двукрылых (комары и др.); ингаляционным путём при попадании чешуек тел и метаболитов инсектного происхождения в состав домашней пыли, при непосредственном контакте с насекомыми, в частности, с представителями отрядов Blattodea, Lepidoptera, Trichoptera и представителями других отрядов.
Встречается сенсибилизация человека мотылём Сhironomidae. В Международную номенклатуру аллергенов (IUIS) включено 16 его аллергенов. Хирономидии наиболее распространены в местах, где имеются открытые водоемы.
Отдельную группу насекомых, относящихся к отряду Orthoptera, представляют хорошо известные сверчки, кузнечики, саранча. На аллергены сверчков (crickets) отмечаются реакции немедленного типа в виде бронхоспазма, риноконъюнктивального синдрома. Гиперчувствительность к аллергенам сверчков подтверждалась наличием позитивных кожных тестов, а также определением специфических IgE-антител к данным инсектным аллергенам.
Жуки (Coleoptera) — сельскохозяйственные вредители, индуцируют аллергические реакции у докеров, разгружающих суда с зараженными продуктами, работников складов и зернохранилищ. Гиперчувствительность к аллергенам жуков клинически может проявляться в виде симптомов аллергического ринита, конъюнктивита, а также приступов удушья. В литературе имеются данные о случаях кожных проявлений по типу крапивницы при контакте с жуками и личинками Dermes maculatus Degeer.

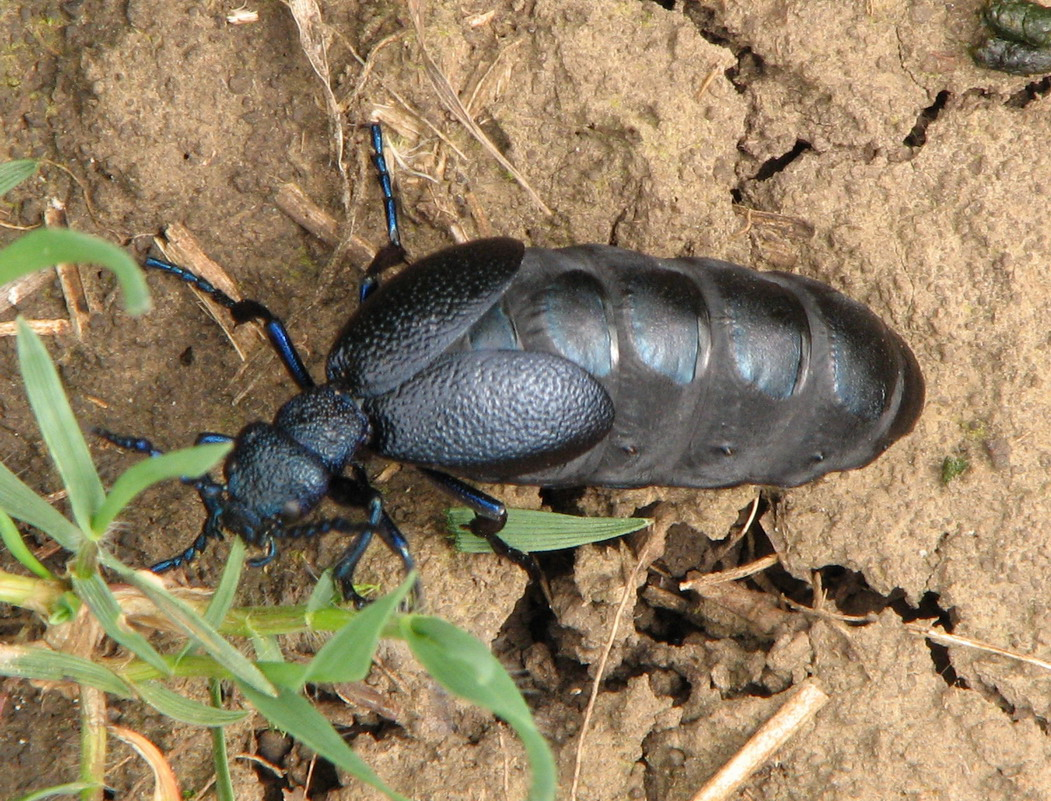
Майка обыкновенная (Meloe proscarabaeus)

Раздавливание на поверхности кожи жуков нарывников (Meloidae), благодаря имеющемуся в них яду кантаридину, вызывает дерматиты. Наиболее часто поражаются открытые части тела — руки, шея, лицо. Гемолимфа маек, шпанок и нарывников поражает, в основном, устья фолликул, что приводит к образованию папулок с переходом в пустулы и возникновению характерных крупных пузырей. Наличие ран, царапин или увлажнения кожи способствует увеличению всасываемости яда и последующему развитию общих симптомов отравления. В тяжёлых случаях возможны гломерулонефриты, циститы. Наблюдается болезненное мочеиспускание. При системном отравлении рекомендуется тщательно промыть желудок и кишечник, после чего назначаются обволакивающие средства. При обширных поражениях кожи волдыри вскрыть и продезинфицировать.
При раздавливании жуков сем. стафилиниды (Staphylinidae), гемолимфа которых ядовита, на коже возникает папулёзный дерматит, поражающий глубокие слои кожи без обильного выделения серозной жидкости. Обычно раздавливают жука, ползающего по открытым частям тела, часто во сне. Папулезный дерматит выражен в первые сутки и стихает через 3—4 дня. При попадании гемолимфы в глаза возможны конъюнктивиты, блефарит.
Аллергию могут вызвать также ручейники и подёнки.
Экскременты всех насекомых ядовиты из-за пропитывающих их мочекислых солей и загрязняя продукты, вызывают желудочно-кишечные расстройства.

## Насекомые — переносчики возбудителей болезней

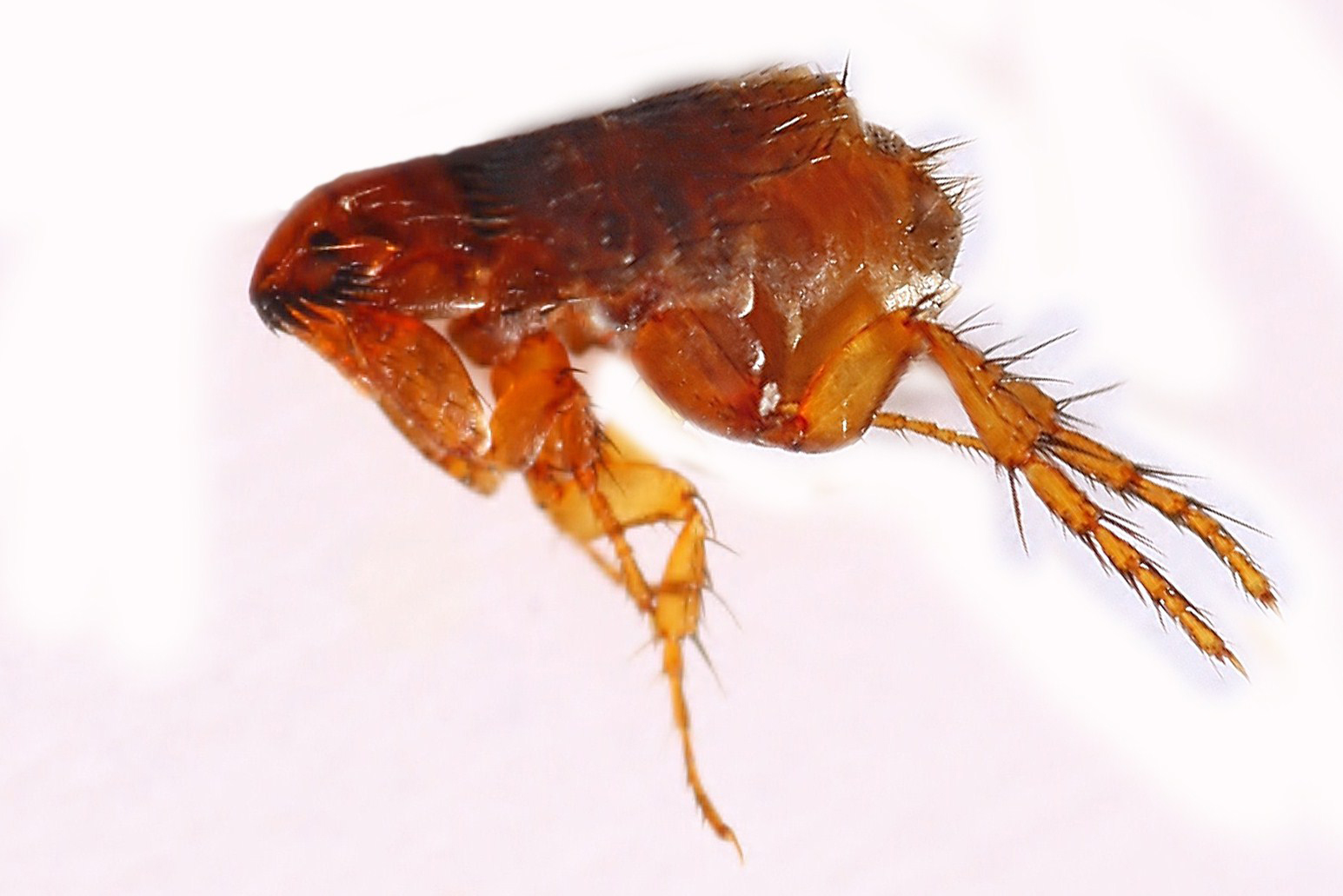
Блоха

Кровососущие насекомые являются переносчиками трансмиссивных болезней. Например муха цеце передаёт при укусах сонную болезнь, блохи могут передавать чуму и т. д., — см. болезнь Шагаса, лейшманиозы, малярия, тиф, трипаносомозы, филяриатозы, арбовирусы, риккетсиозы и т. д.
Многие насекомые являются промежуточными хозяевами различных гельминтов, например возбудителей акантоцефалёзов. Мухи и тараканы способны механически распространять яйца возбудителей гельминтозов человека — аскаридоза и энтеробиоза. Мухи также распространяют возбудителей таких заболеваний, таких как болезнь Боткина, брюшной тиф, дизентерия, дифтерия, полиомиелит, сибирская язва, трахома, туберкулёз, холера.
Жуки загрязняют продукты питания экскрементами, являются промежуточными хозяевами ряда гельминтов (см. акантоцефалёзы, гименолепидоз, гонгилонематоз).
Муравьи — промежуточные хозяева ланцетовидной двуустки (см. дикроцелиоз).

## Синантропные насекомые
Многие насекомые поселяются в жилищах людей, и являются механическими переносчиками инфекций. Тараканы могут нападать на спящих грудных детей, сгрызать эпидермис в носогубном треугольнике и заносить в ранку инфекцию. Были случаи, когда тараканы во время сна нападали на людей. При нехватке воды они могут объесть у человека, особенно у детей (во время сна) губы и кожу возле глаз. Были случаи, когда голодные насекомые обкусывали края ушей, носа, губ у младенцев.

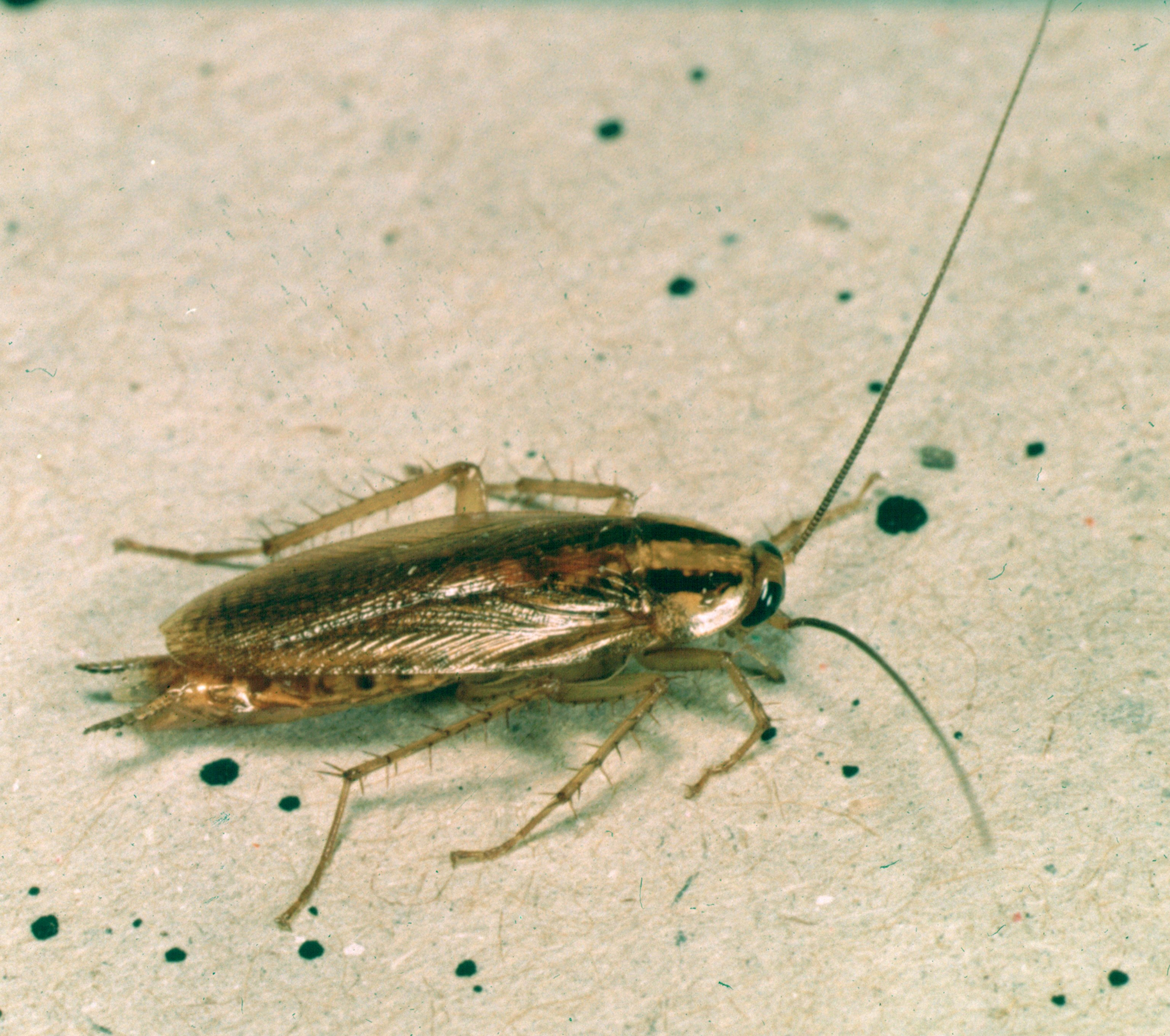
Рыжий таракан

Аллергия к тараканам широко распространена во всем мире. В США у 60 % больных бронхиальной астмой, проживающих в крупных городах, выявлена аллергическая реакция на этих насекомых. В различных исследованиях показано, что у 33 % взрослых пациентов и 64 % детей, страдающих бронхиальной астмой и имеющих повышенную чувствительность к домашней пыли, обнаруживается также повышенная чувствительность к аллергенам тараканов, что подтверждается возникновением приступов удушья при уборке в местах скопления насекомых, наличием положительных результатов при проведении кожного тестирования с аллергенами тараканов, наличием специфических IgE-антител к данным инсектным аллергенам в сыворотке крови обследуемых пациентов.
Аллергенной активностью обладают 435 видов тараканов. Кроме того, аллергены экскрементов тараканов отличаются наибольшей аллергенностью и термостабильностью (то есть не подвергаются разрушению при температуре 100°С). Интересен тот факт, что у лиц, страдающих гиперчувствительностью к аллергенам тараканов, отмечена непереносимость пищевых ингредиентов, чаще других употребляемых тараканами в пищу. Вероятно, это может быть связано с повышенной чувствительностью больных именно к аллергенам, входящим в состав экскрементов.
Для России наиболее актуальными являются Blattella germanica, Blatta orientalis и Periplaneta americana. Главным аллергеном является Bla g Bd с молекулярной массой 90kD, обладающий перекрестной реактивностью с аллергенами клеща домашней пыли и креветок.

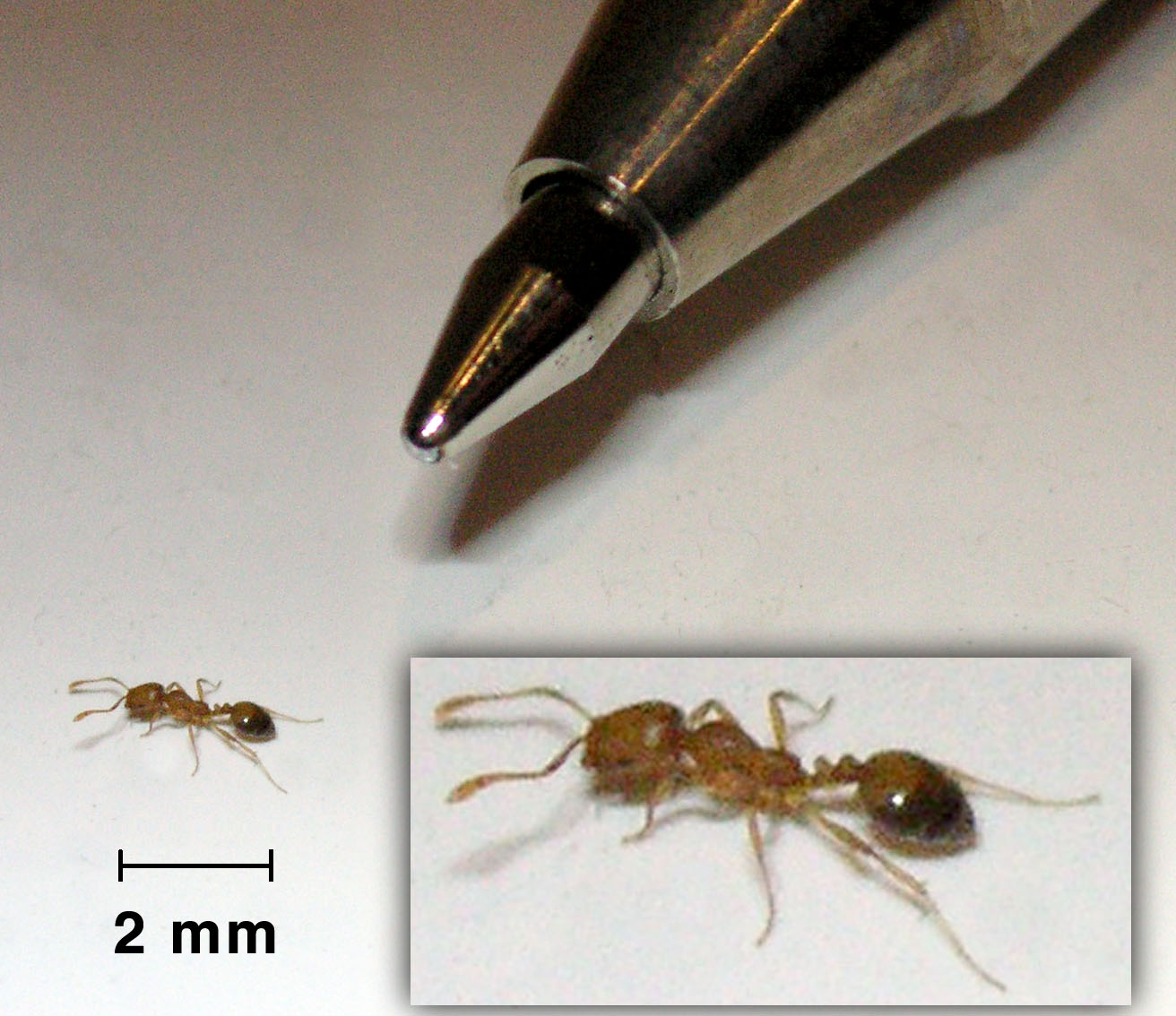
Фараонов муравей

Распространенность аллергии к тараканам среди жителей Московского региона, страдающих атопической бронхиальной астмой, составляет 33 %. Сенсибилизация к аллергенам тараканов была подтверждена наличием позитивных результатов кожного тестирования и специфических IgE-антител к данным инсектным аллергенам в сыворотках крови пациентов, а также клиническими проявлениями в виде приступов удушья при уборке в местах скопления насекомых.
Тараканы переносят кишечные инфекции (брюшной тиф, дизентерию, дифтерию и пр.), а также яйца глистов.
Тараканы также могут вползать в уши, рот и в нос.
Некоторые муравьи очень агрессивны и нападают на спящих людей (особенно тяжелобольных и грудных детей), заползают в уши, нос, рот, в раны. Их болезненные укусы могут вызвать аллергическую реакцию. Особую опасность представляют собой муравьи, обитающие в помещениях медицинских учреждений (особенно в родильных домах, в хирургических и реанимационных отделениях), привлекаемые кровью и гнойными выделениями, они проникают в раны, под повязки (в том числе и гипсовые), заползают в стерильный материал.

## Борьба
Для борьбы с вредными насекомыми проводят дезинсекцию, деларвацию, используют репелленты и т. д.
Изучением опасных для здоровья насекомых и разработкой борьбы с энтомозами человека занимается медицинская энтомология. Судебная энтомология изучает биологию насекомых-некробионтов, их место и роль в процессе биологического разложения трупов, влияние на жизнедеятельность насекомых факторов, связанных как непосредственно с трупом, так и зависящих от условий места его обнаружения и разрабатывает методы судебно-энтомологической экспертизы.

## Сельскохозяйственные энтомозы
Многие насекомые являются вредителями культурных растений.
Также, насекомые являются паразитами домашних и сельскохозяйственных животных, вызывая гематопинидозы, гастрофилёзы непарнокопытных, ринэстрозы лошадей, триходектоз, сифункулятозы, малофагозы, гиподерматозы крупного рогатого скота, эстроз овец, цефенемийоз северных оленей, цефалопиноз верблюдов, браулёз, мелиоз и сенотаиниоз у домашних пчёл и т. д.